# Christoph Leitgeb

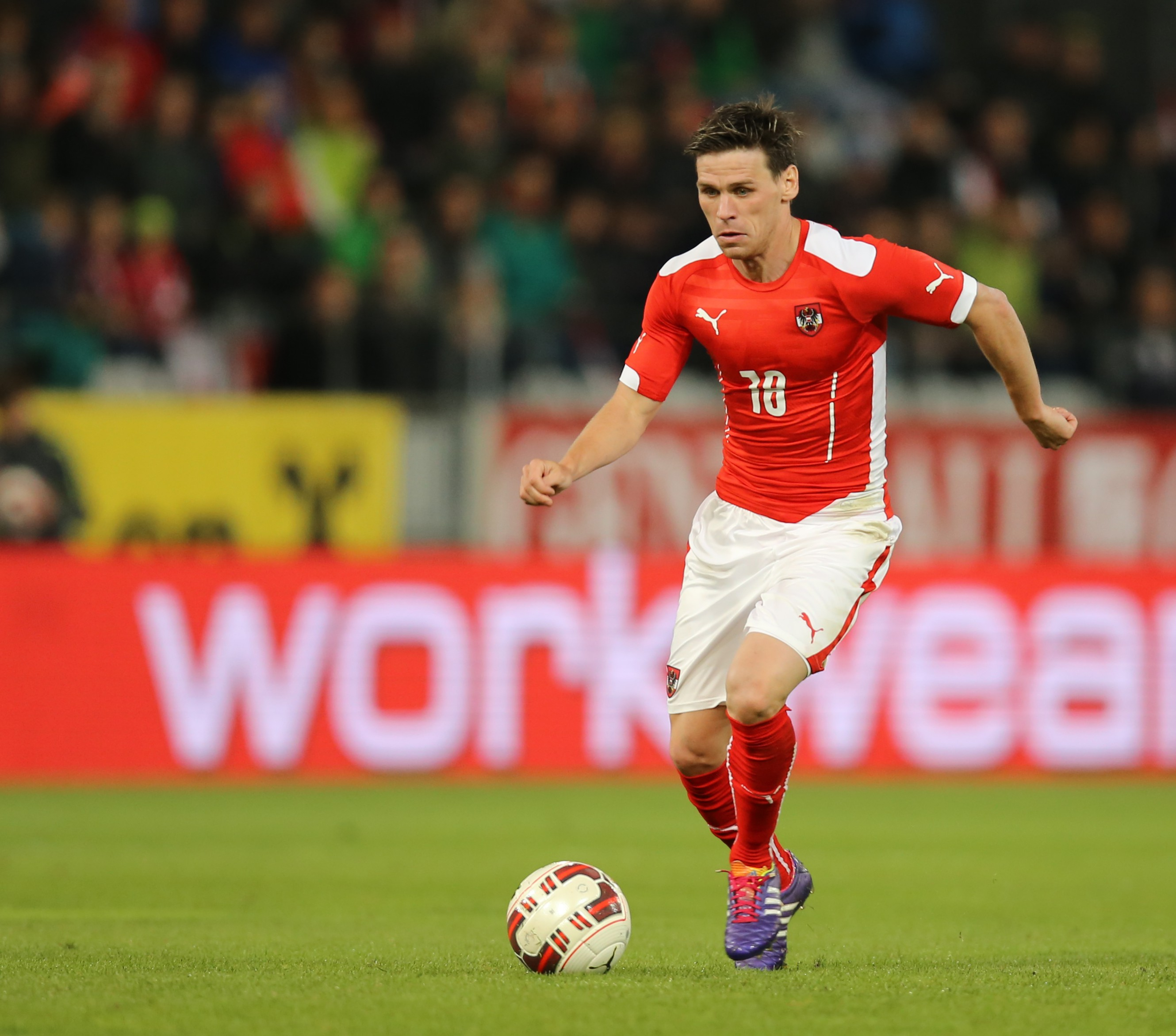
Christoph Leitgeb bei einem Länderspiel 2014

Christoph Leitgeb (* 14. April 1985 in Graz) ist ein ehemaliger österreichischer Fußballspieler auf der Position eines Mittelfeldspielers.

## Karriere

### Verein
Leitgeb begann seine Karriere in der Jugend des SK Sturm Graz und arbeitete sich bis in die Kampfmannschaft hoch. Am 22. April 2006 erzielte er gegen den FC Red Bull Salzburg sein erstes Bundesliga-Tor und machte mit seiner Leistung auch Teamchef Josef Hickersberger auf sich aufmerksam. Am 12. Juni 2007 wechselte er für eine Ablöse von 1,7 Mio. Euro zum FC Red Bull Salzburg, wobei Leitgeb auch Angebote aus Deutschland hatte. In der Mozartstadt konnte er sich auf Anhieb durchsetzen, wurde danach aber immer wieder durch Verletzungen zurückgeworfen. 2009 und 2010 gewann er mit den Bullen die Meisterschaft. In der Gruppenphase der Europa League 2009/10 konnte er mit den Salzburgern alle sechs Gruppenspiele gegen Lazio Rom, den FC Villarreal und Lewski Sofia gewinnen, allerdings schied die Mannschaft im Sechzehntelfinale gegen Standard Lüttich aus. Mit den Jahren entwickelte sich Leitgeb zum Führungsspieler und wurde dafür in der Saison 2011/12 mit der Kapitänsschleife belohnt. Im August 2015 wurde er am Meniskus operiert und musste nach weiteren Knieproblemen fast ein Jahr pausieren.
Nach der Saison 2018/19 verließ er Salzburg und kehrte zum Ligakonkurrenten SK Sturm Graz zurück, bei dem er einen bis Juni 2020 laufenden Vertrag erhielt. In der Saison 2019/20 kam er zu 22 Bundesligaeinsätzen für die Steirer. Nach der Saison 2019/20 beendete er seine Karriere.

### Nationalmannschaft
Am 23. Mai 2006 feierte Leitgeb unter Teamchef Josef Hickersberger sein Debüt für die österreichische Nationalmannschaft. Im Testspiel gegen Kroatien stand er in der Startelf und wurde in Minute 72 durch Michael Mörz ersetzt.
Im Juni 2008 nahm Leitgeb mit dem ÖFB-Team an der Heim-EM teil; er kam in der zweiten Begegnung Österreichs gegen Polen zum Einsatz. Leitgeb spielte durch und hatte eine Großchance, die er nicht verwertete. Im dritten und entscheidenden Gruppenspiel gegen Deutschland wurde Leitgeb für Martin Hiden in der 55. Minute eingewechselt, konnte aber die 0:1-Niederlage und das damit verbundene Ausscheiden nicht verhindern. Sein letztes Länderspiel absolvierte er im November 2014.

## Titel und Erfolge
- 9 × Österreichischer Meister: 2009, 2010, 2012, 2014, 2015, 2016, 2017, 2018, 2019
- 6 × Österreichischer Cupsieger: 2012, 2014, 2015, 2016, 2017, 2019

## Privates
Der Vater von Leitgeb stammt gebürtig aus Kroatien, seine Mutter aus Österreich. Leitgeb lebt mit seiner Frau Romy und seiner im Januar 2011 geborenen Tochter in Feldkirchen bei Graz.

## Sonstiges
Mit dem rund drei Jahre jüngeren Mario Leitgeb, der ebenfalls aus der Jugend des SK Sturm Graz stammt, ist er weder verwandt noch verschwägert.